# Гі де Лузіньян
Гі де (Гвідо) Лузіньян (фр. Guy de Lusignan; бл.1150 — 1194) — французький аристократ із династії Лузіньянів, король Єрусалиму (1186-1192), сеньйор Кіпру (1192-1194), і одна з найвідоміших та легендарних постатей періоду хрестових походів, є важливим фігурантом Третього хрестового походу.

## Родовід
Гі де Лузіньян належить до французької знатної династії Лузіньянів, яка тісно пов'язана була родинними зв'язками з королівськими дворами Франції та Англії. Батько Гі — Гуго VIII де Лузіньян — відомий дворянин із французького графства Пуату, яке належало до Аквітанії, а мати — Бурґонь де Ранкон — із менш знатного роду, який бере своє коріння із Бургундії.

## Біографія
Гі де Лузіньян народився близько 1150 (за іншими даними 1129 року) в Аквітанії (історики вважають 1150 рік більш точною датою). У 18-річному віці він разом зі своїми братами здійснив напад із засади на Патріка Солсбері (Першого графа Солсбері), який повертався із паломництва. Внаслідок жорстокої розправи Патрік був смертельно поранений. Їхній сюзерен та герцог Аквітанії Річард I (він же майбутній король Англії Річард I Левове Серце) дізнавшись про це, вигнав Гі де Лузіньяна і його братів із графства Пуату.
В 1177 році Гі прибув до Єрусалима як паломник (або як хрестоносець, що є малоймовірним, враховуючи його опалу). До цього часу його брат Аморі вже був одружений з дочкою Балдуїна де Ібеліна, та був добре наближений до королівського двору Єрусалиму. Аморі до того ж мав до себе прихильне ставлення єрусалимського короля Балдуїна IV Прокаженого і його матері Агнес де Куртене. Він мав високі посади в Яффі, а згодом і в самому Єрусалимі.
Згідно з історичними довідками в той час ходили плітки, що Аморі та Агнес є коханцями, однак достовірні факти, що підтвердили б ці домисли, відсутні. Скоріше за все між ними був союз іншого характеру — меркантильний та владолюбний. Агнес де Куртене намагалася звеличити Аморі де Лузіньяна з метою послаблення родини Ібелінів, яка була пов'язана з Раймундом III Триполійським, який у свою чергу був кузеном Аморі I та регентом короля Балдуїна IV Прокаженого. Цілком ймовірно, що кар'єрні успіхи Аморі сприяли і звеличенню його брата Гі.
Раймунд III, який був графом Триполі і мав міцного союзника — Боемунда III, графа Антіохії, разом вони планували вторгнення до Єрусалимського королівства, аби змусити короля видати свою старшу дочку Сибілу Єрусалимську заміж за Балдуїна де Ібеліна. Довідавшись про це, Агнес де Куртене в квітні 1180 року (на Великдень) поспіхом одружила 15-річну Сибілу на Гі де Лузіньяні. Після одруження він став графом Яффи й Ашкелону, та одним із найсильніших претендентів на королівський трон у Єрусалимі. Сибіла народила йому двох доньок — Алісу та Марію.
У 1182 році король Балдуїн IV, який хворів на проказу, не міг вже повноцінно виконувати свої обов'язки короля. Тоді Гі оголосили регентом. Амбіції та меркантильність Гі де Лузіньяна призвели до суттєвого погіршення відносин із королем, який навіть намагався анулювати шлюб Гі зі своєю сестрою Сибілою.
Король Балдуїн IV помер від прокази в 1185 році, і трон перейшов по праву наслідування до Балдуїна V, старшого сина Сибіли, який на момент коронації був дуже юним, і не міг керувати королівством через свій дитячий вік. До того ж, він був дуже хворобливим, і через рік помер. Гі разом із Сибілою прибули до Єрусалиму на похорон Балдуїна V в супроводі дружини лицарів, яка за наказом Гі швидко захопила Єрусалим і взяла його під свій контроль. Раймунд III намагався запобігти узурпації влади в Єрусалимському королівстві Гі де Лузіньяном, скликав Високу Раду воєначальників, однак це не принесло очікуваних результатів, і вже через кілька днів патріарх Єрусалимський Іраклій коронував Сибілу, а Гі став королем-співправителем. Своєю чергою політичну підтримку цій «напівфікції» здійснив один з найсильніших графів Єрусалимського королівства — Рено де Шатільйон, що володів фортецею Кірак.
Крім того, Сибіла намагалася заручитися підтримкою міцної опозиції в королівстві. Аби їм догодити, вона навіть пообіцяла членам Високої ради через деякий час розірвати шлюб з Гі де Лузіньяном. В свою чергу рада дозволила їй під час коронації самостійно вирішити і оголосити, хто буде її королем-співправителем (консортом). Неочікувано для багатьох, на церемонії коронації Сибіла назвала ім'я свого чоловіка Гі. Друга коронація відбулася у вересні 1186 року в Храмі Гробу Господнього у Єрусалимі. На ній Сибіла зняла свою корону і передала її Гі де Лузіньяну.
В цей час наростала загроза Єрусалимському королівству з боку сарацинів, на чолі яких стояв могутній султан Салах ад-Дін (Салахадін), який прагнув після смерті короля Балдуїна IV у 1185 році за будь-яку ціну повернути собі Єрусалим. Між королем і султаном існували міцні домовленості про збереження миру, які були фактично розірвані після смерті короля, оскільки і Гі, і його барони були нетерпимі до мусульман, часто нападали на торговельні каравани. Під час одного з таких нападів хрестоносці вбили сестру Саладіна.
На початку 1187 року розпочалася облога Тверії військами Саладіна, і Гі разом зі своїми лицарями намагався її зняти. Армія хрестоносців зайшла глибоко в пустелю, і опинилася відрізаною від доступу до води. Знесилені від спраги хрестоносці були повністю розбиті сарацинами 4 липня 1187 року у битві при Хаттінових Рогах. Гі де Лузіньян потрапив у полон до Саладіна, а Рено де Шатільйона стратили.

Гі відправили до Дамаску, де його утримували у в'язниці кілька місяців. У цей же час розпочалася облога Єрусалиму військом Саладіна, яка тривала з кінця вересня до початку жовтня 1187 року. Розбиті сили хрестоносців після поразки при Хаттині були розпорошені, і захищати Єрусалим фактично не було кому. Оборону міста очолили  королева Сибіла Єрусалимська, Баліан д'Ібелін та Єрусалимський патріарх Іраклій. 2 жовтня 1187 року місто здали сарацинам, і на особисте прохання Сибіли Гі звільнили з полону. Гі де Лузіньян та Сибіла спочатку знайшли притулок у Тірі, що залишився в руках хрестоносців завдяки зусиллям Конрада Монферратського, молодшого брата першого чоловіка Сибіли . Згодом Конрад Монферратський відмовив їм у притулку, і вигнав їх за межі міських укріплень.
Тривалий час Гі та Сибіла I були вимушені мешкати в таборі поблизу стін сирійської фортеці Акри. До Гі дійшла звістка, що король Англії Річард I Левове Серце оголосив про початок нового великого хрестового походу. Взявши ініціативу у свої руки, в очікуванні новоприбулих лицарів, Гі почав облогу Акри. В цей же час померла Сибіла I разом зі своїми доньками. Після цієї трагедії Гі остаточно втратив будь-який авторитет серед хрестоносців. Королевою стала Ізабела Єрусалимська — звідна сестра Сибіли I Єрусалимської, а її чоловік Конрад Монферратський — противник Гі. Однак це не завадило Гі де Лузіньяну продовжувати вимагати для себе корону.
В 1191 року Гі покинув Близький Схід, і висадився на Кіпрі. Під час Третього хрествого походу йому вдалося заручитися прихильністю Річарда I, і той підтримав його у боротьбі проти Конрада. Була розв'язана фактично громадянська війна між хрестоносцями, яка в перспективі призвела до цілковитого провалу Третього хрестового походу
Річард I запропонував вирішити питання майбутнього короля Великій раді. На ній Конрад був обраний королем Єрусалиму, Гі змирився з поразкою, а Річард не впливав на рішення Високої ради. Через декілька днів Конрада вбили ассасіни, і  Ізабела вийшла заміж за Генріха Шамнанського, племінника короля Річарда.Після його смерті Ізабелла вийшла заміж за Аморі (брата Гі). 
У 1192 році Гі купив у тамплієрів Кіпр, і протягом двох місяців виплатив їм суму 60 тисяч безантів.
Гі де Лузіньян помер 18 липня 1194 року на Кіпрі. Так як у нього не залишилося спадкоємців, Кіпр (сеньйором якого був Гі) перейшов до рук його брата Аморі, який у свою чергу отримав королівську корону з рук імператора Священної Римської імперії Генріха VI. Гі поховали в церкві тамплієрів у Нікосії (Кіпр).

## Образ Гі де Лузіньяна у мистецтві
- Згадується у творі «Пісні шотландського кордону» Вальтера Скотта
- У 2005 році режисер Рідлі Скотт у фільмі «Царство Небесне» висвітлив Гі де Лузіньяна в негативному образі. На думку істориків — це близький до правди образ персонажу. Роль Гі виконав актор Мартон Чокаш з Нової Зеландії.
- «Тібо, або Втрачений хрест» — роман письменниці Жульєтти Бенцоні.